# 폴라로이드
폴라로이드(Polaroid Corporation)는 1937년에 에드윈 H. 랜드가 설립한 미국의 사진 관련 기업이다. 즉석식 필름 사진기를 제조, 1948년 시장에 내놓았다. 디지털 사진 제품의 선호에 따라 모든 생산을 중단한다는 2008년 2월의 결정에 이르기까지 폴라로이드 즉석식 필름은 기업의 대표 제품이었다.

## 역사

### 창업기
1926년 창업자인 에드윈 H. 랜드는, 17살 때 하버드 대학교를 중퇴하고, 스스로 폴라라이제이션 쪽의 연구/개발을 지속하였다. 1928년 최초로 합성 박막 폴라라이저(Synthetic Sheet Polarizer)를 개발하였고, 1929년 그에 관한 특허를 출원하였다. 그 결과로 얻은 회사의 최초 제품은 사진 필터, 반사-감소 비행기용 유리, 폴라라이즈된 선글래스였으며, 후에 1937년 이것을 시장에 내놓게 됐다. 그는 하버드로 돌아가 학업을 계속하였다.
1932년 에드윈 H. 랜드는 다시 하버드를 떠났다. 하버드 대 물리학과의 조지 휠라이트 3세(George Wheelwright III)와 함께, 랜드-휠라이트 래버라토리즈를 세워, 폴라라이제이션 분야의 연구를 지속했다.

### 코닥과의 특허 분쟁
폴라로이드는 코닥에 대해 특허 분쟁에서 승소하였다. 1986년 1월 9일, 코닥은 즉석식 사진기 사업을 철수하였다.

## 파산 이후

### 파산 이후 폴라로이드 상표 사용
파산 이후, 폴라로이드라는 상표는 다른 제품에 쓰일 수 있도록 라이선스되었다. 스카든 아르프스 슬래이트 미거 & 플롬(Skadden Arrps Slate Meager & Flom)의 조력이 있었다. 2002년 9월, 월드 와이드 라이선스(World Wide Licenses)라는 더 캐릭터 그룹(The Character Group plc)의 자회사가 3년 동안 폴라로이드라는 상표를 붙여 전 세계 시장에 디지털 카메라를 판매할 수 있는 권리를 획득하였다. 폴라로이드 브랜드는 또한 LCD 텔레비전, 플라즈마 텔레비전 및 휴대용 DVD 플레이어 등의 제품 라이선스되어 시장에 나오기도 하였다. 그러나 아직 완전 해결되진 않았다.

### 매각
2002년 7월 31일, 결국, 폴라로이드 코퍼레이션은 OEP 이미징 오퍼레이팅 코퍼레이션( OEP Imaging Operating Corporation (OEPI))에 완전히 매각되었다. OEP 이미징 오퍼레이팅 코퍼레이션은 회사 이름을 바로 "폴라로이드 코퍼레이션"으로 바꾸었고, "구" 폴라로이드 코퍼레이션은 이름을 프라이머리 PDC, Inc. (Primary PDC, Inc.)로 바꾸었다.

## 같이 보기
- 즉석 사진기
- 3D 영화
- 디지털 카메라